# 協奏曲第5番 (リース)
協奏曲第5番 ニ長調 作品120（きょうそうきょくだい5ばん にちょうちょう さくひん120、ドイツ語: Pastorales Konzert Nr. 5 für Pianoforte und Orchester D-Dur op. 120）は、1814年にフェルディナント・リースが作曲した5番目のピアノとオーケストラのための協奏曲。
『田園風』の愛称で親しまれている。第1楽章でルートヴィヒ・ヴァン・ベートーヴェンのヴァイオリンソナタ第5番が引用されているなど、リースのピアノの師であった彼からの影響が色濃く反映されている。

## 楽曲構成
- 第1楽章：Allegro
- 第2楽章：Andantino
- 第3楽章：Rondo. Allegro